# Sennels
Sennels er en by i Thy med 969 indbyggere  (2025), beliggende i Sennels Sogn syv kilometer øst for Thisted. Byen ligger ud til Limfjordens nordlige bred i Region Nordjylland og hører til Thisted Kommune.
I byen findes bl.a. Sennels Skole, Sennels Forsamlingshus og Sennels Kirke. Her er også lokal købmand, flere håndværkerfirmaer og mindre virksomheder samt et plejehjem.[kilde mangler]

## Navnet
Navnet Sennels kan etymologisk tolkes til “Sælernes Næs”. Beliggenheden ved Limfjorden, hyppige besøg af sæler ved badestranden i Malle, og etymologien forklarer sælen i bysamfundets velkomstskilte, som ses ved indkørslerne. 

## Udvikling
Efter flere år med nedgående børne- og indbyggertal vendte udviklingen i slutningen af 2010'erne. Derfor er Sennels i dag både præget af gammel bebyggelse og tilhørende historie, og nybyggeri og innovativt lokalt samarbejde. 
I 2024 blev den nye kunststi indviet.  Samme år blev første etape af boligområdet Kaldallunden klar for de første beboere.  Den store efterspørgsel har initieret at etape to igangsættes.  
I 2025 færdiggøres en ny børnehave . 
Blandt idrætsforeninger kan nævnes IF Nordthy, HØSGU og Sangglade Sennelspiger. Nordthyhallen blev som en af de første i landet miljøcertificeret efter Green Sport Facility. Hallen udvides, og de nye rammer står klar i efteråret 2025.
Sennels er også kendt for den årlige Malle Strandfest og en meget aktiv borgerforening med solid lokal opbakning. På senere år har området oplevet stigende interesse fra vandrende og autocamperende turister grundet områdets naturskønne beliggenhed.  
En af de mest kendte personer med rødder i Sennels er Peter Schmeichel, den berømte danske fodboldmålmand, hvis morfar boede i Sennels.